# Aeroportul Brønnøysund
Aeroportul Brønnøysund (IATA: BNN, ICAO: ENBN) este un aeroport din Comuna Brønnøy, Nordland, Norvegia ce deservește zona Brønnøysund⁠(d). Aeroportul a fost tranzitat în 2022 de 128.032 de pasageri. A fost deschis în 1968 și numit după zona deservită.
Situat la o altitudine de 8 m, aeroportul dispune de 1 pistă. Este operat de Avinor⁠(d).

## Infrastructură

### Piste
Aeroportul dispune de o singură pistă. Pista 03/21 are suprafața de asfalt și dimensiunile 1.438 m × 30 m. 